# Hauttransplantation
Als Hauttransplantation bezeichnet man eine Verpflanzung von Haut zur Deckung von Hautdefekten wie Wunden durch Verletzungen, Verbrennungen, Verätzungen oder Operationen oder durch chronische Schädigungen wie beispielsweise dem Kompartmentsyndrom oder dem Unterschenkelgeschwür.

## Geschichte
Die ersten Transplantationen sollen etwa 400 v. Chr. durch indische Ärzte praktiziert worden sein: Die Indische Nasenplastik half Menschen, deren Nasen, Ohren oder Lippen verstümmelt wurden. Im europäischen Raum beschrieb der italienische Chirurg Gasparo Tagliacozzi 1597 die Behandlung von Verletzungen und Amputationen durch Hauttransplantationen. Tagliacozzi gilt als ein Stammvater der plastischen Chirurgie.
Der berühmte Chirurg Dieffenbach (1792–1847) bekannte allerdings noch: „Sämtliche Versuche, welche ich bei Menschen mit ganz getrennten Hautstücken anstellte, mißlangen, bis auf ein paar Fälle, wo irgendein kleiner Winkel des transplantierten Lappens erhalten wurde.“
Giuseppe Baronio beschrieb 1804 als erster Hauttransplantationsversuche beim Schaf.
1823 berichtete Christian Heinrich Bünger über eine teilweise geglückte Hauttransplantation. Dabei wurde ein Stück Haut vom Oberschenkel zur Abdeckung eines Nasendefektes benutzt.

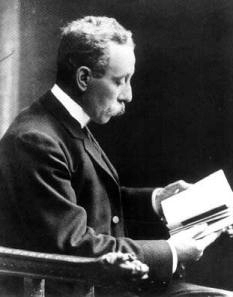
Jacques-Louis Reverdin

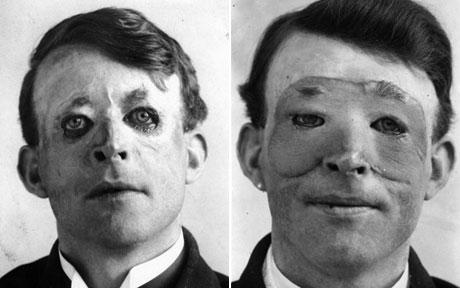
Walter Yeo, ein britischer Soldat, der 1917 eine Hauttransplantation erfuhr: Vor (links) und nach (rechts) der Operation.

Im Jahr 1869 führte Jacques Louis Reverdin in Paris erfolgreich die erste Transplantation von Hautinseln durch. Die angewendete Methode wurde später nach ihm benannt.
George Lawson (1831–1903) veröffentlichte 1870 drei Fälle, bei denen er größere, mit der Schere ausgeschnittene Lappen in voller Hautdicke verpflanzte.
Im Gegensatz zu Reverdin, der dicke Hautstücke (Vollhaut) auf granulierende Flächen aufbrachte, erzielte Carl Thiersch 1886 mit sehr dünnen Transplantaten (Spalthaut) große Behandlungserfolge.
Zwischen 1917 und 1918 entwickelte Harold Gillies mit seinen Kollegen neue Methoden für die plastische Chirurgie, insbesondere eine Methode, die einen rohrförmigen Stiel einsetzt, um die Blutversorgung zum Transplantat zu verbessern. Einer der ersten Patienten, die von Gillies mit dieser Technik operiert wurden, soll Walter Ernest O’Neil Yeo gewesen sein.

## Techniken und Begriffe
Entnommen wird das Transplantat in der Regel aus einem gesunden Hautareal, das sich idealerweise in der Nähe des Bestimmungsortes befindet, um ein besseres ästhetisches Ergebnis zu erreichen. Voraussetzung für das Gelingen der Hauttransplantation ist eine infektionsfreie granulierende Wunde.
Abhängig vom Typ der für die Transplantation verwendeten Haut und Art und Weise der Transplantationstechnik werden verschiedene Begriffe benutzt:

### Vollhauttransplantation

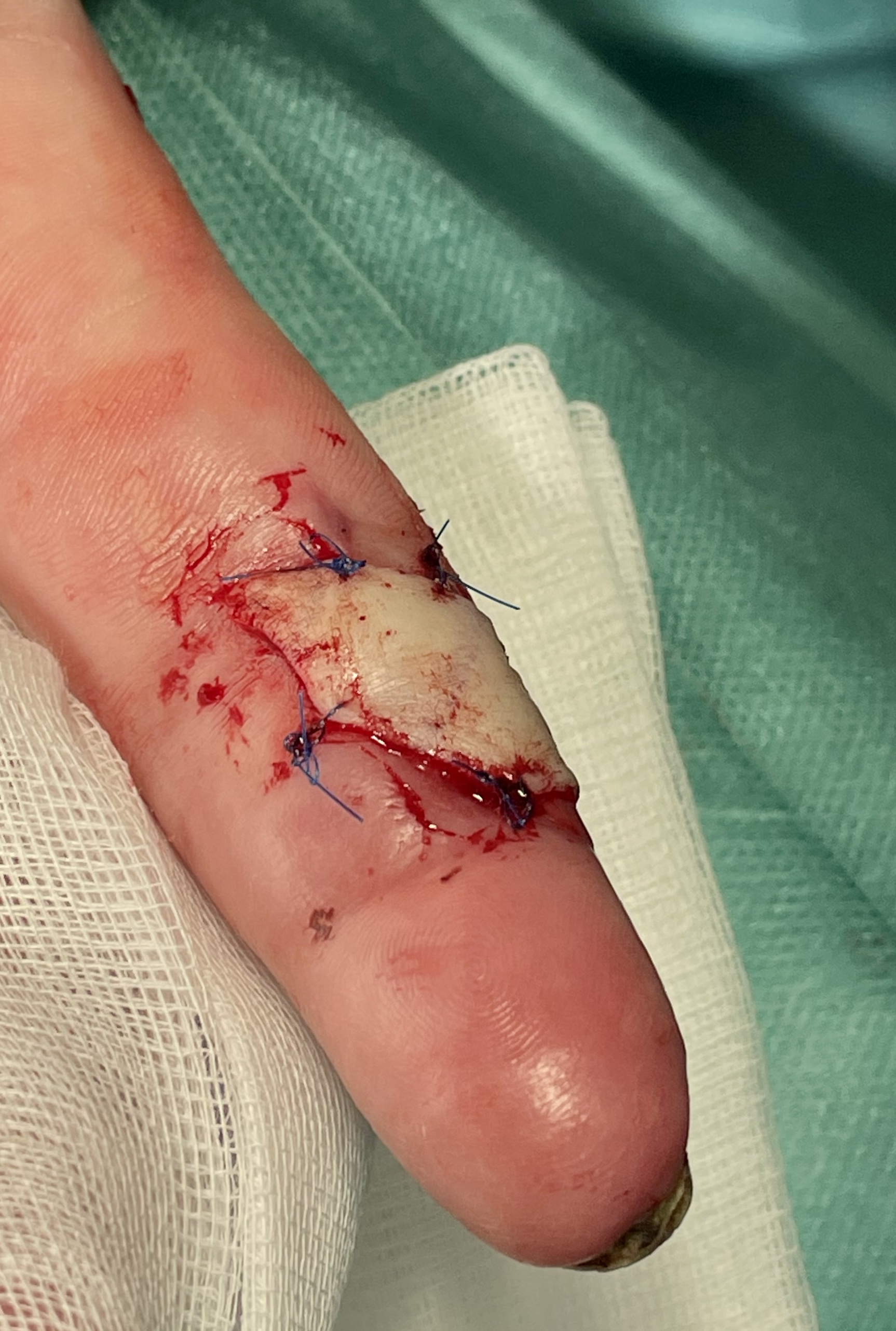
Vollhauttransplantat aus dem Unterarm an einem Zeigefinger nach OP

Bei diesem Verfahren werden mit einem Skalpell die gesamte Oberhaut, Lederhaut und Teile der Unterhaut in einer Schichtdicke von 0,8 mm bis 1,1 mm übertragen. Wichtig ist dabei, dass das in der Unterhaut enthaltene Fettgewebe weitgehend entfernt wird, da es die Einheilung erschwert.
Vollhautverpflanzungen werden besonders bei der Deckung verbrannter Areale an Gesicht, Händen und im Bereich der großen Gelenke erwogen. Sie sind funktional und kosmetisch an motorisch beanspruchten und exponierten Körperstellen die beste Wahl, da es wegen des strukturellen Aufbaus der Haut mit ihren elastischen Anteilen nicht zu übermäßiger Narbenbildung oder Schrumpfung kommt.
Allerdings stellen die Entnahmestellen der Vollhauttransplantate selbst eine immer primär zu verschließende Wunde dar, sodass ohne zu große körperliche Belastung nur relativ kleine Stücke zur Verfügung stehen. Ein weiterer Nachteil ist die schlechtere Einheilung aufgrund der langsamer in die relativ dickere Vollhaut einsprossenden Gefäße.
Das Problem der Wunden in den Entnahmestellen lässt sich umgehen, indem man nur winzige Vollhautinseln entnimmt und diese in eine künstliche dermale Matrix einbettet und mit dieser dann die Wunde abdeckt. Problem bleibt hier der hohe Zeitaufwand.

### Spalthauttransplantation
Bei der Spalthauttechnik werden dagegen nur die oberen Teile der Haut (Oberhaut, Teile der Lederhaut) verpflanzt. Mit einem Dermatom oder einem Skalpell wird ein in der Regel 0,2 mm bis 0,5 mm dicker Lappen abgetragen und zur Defektdeckung verwendet.
Bei Spaltlappen kommt es zumeist zu einer Schädigung der Haarfollikel, sodass das transplantierte Hautstück spärliches oder gar kein Haarwachstum mehr zeigt, was insbesondere in der Tiermedizin von kosmetischer Bedeutung ist.

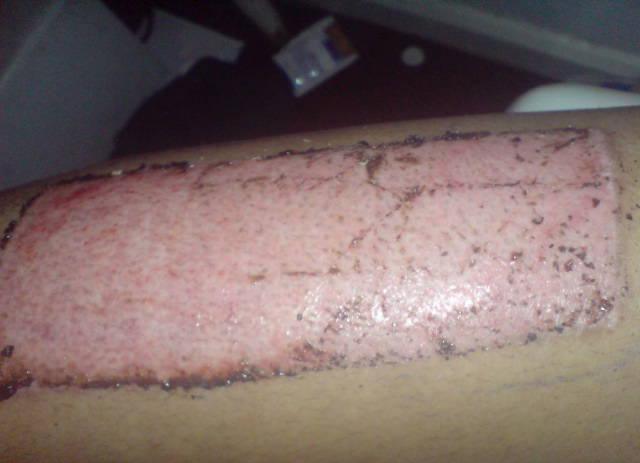
Spalthaut-Entnahmeareal

Da abgetragene Spalthaut an der Entnahmestelle nur oberflächliche Wunden verursacht, die innerhalb von 2 bis 3 Wochen spontan verheilen, können deutlich größere Hautflächen verpflanzt werden. Diese Form der Hauttransplantation wird deswegen vorzugsweise bei größeren Wundarealen und Verbrennungen ausgewählt, aber auch vorübergehend zur schnellen Wundheilung oder zur Sofortdeckung nach Entfernung von Melanomen.
Die dünne Spalthaut wird vom darunterliegenden Gewebe schneller ausreichend versorgt als Vollhaut und heilt deshalb schneller ein.
Nachteile des Verfahrens sind deutlichere Schrumpfung des Hautgewebes und möglicherweise bleibende Farbunterschiede zur umgebenden Haut.

### Maschen-Spalthauttransplantation (Meshgraft, engl.mesh graft)

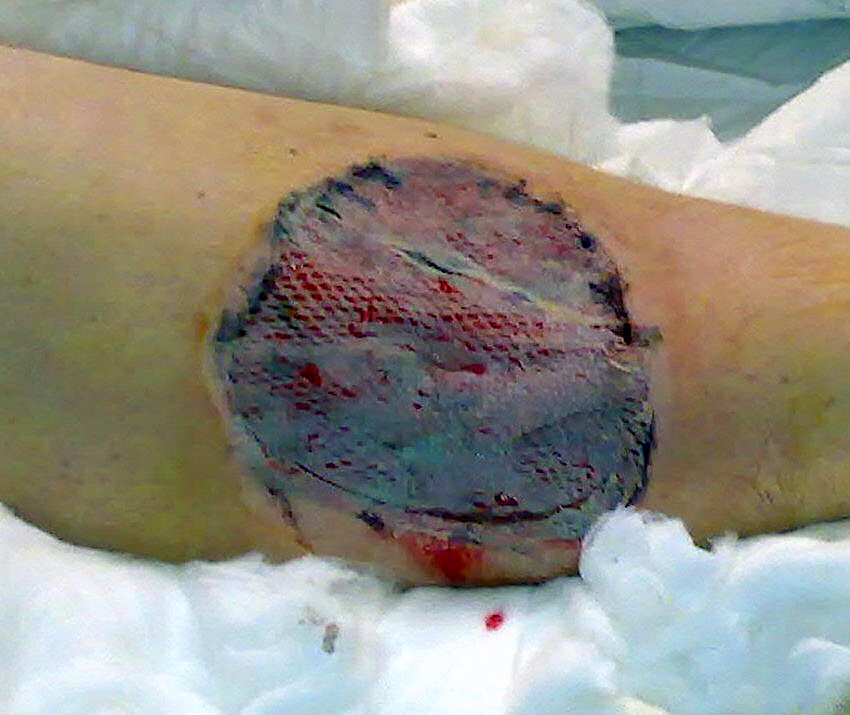
Meshgraft-Transplantat am Bein 5 Tage nach der OP

Müssen größere Defekte gedeckt werden, kann das gewonnene Spalthaut-Transplantat einer speziellen Technik unterzogen werden (ähnlich dem Verfahren zur Herstellung von Streckmetall), bei der die Haut auf einer Messerwalze mit rautenförmigen Schnitten versehen wird. Die Einschnitte gehen durch die gesamte Dicke des Transplantats und können auch mittels Skalpell angelegt werden. Mit der durch diese Perforation möglichen Streckung des Materials kann eine bis zu dreimal so große Fläche abgedeckt werden wie ursprünglich. Dieses Vorgehen hat gleichzeitig den Vorteil, dass Wundsekret durch die Öffnungen im Transplantat abfließen kann.
Maschen-Transplantate heilen in der Regel sehr gut ein, hinterlassen aber auch nach Jahren noch sichtbare Narbenmuster.

### Meek-Technik
Ist die Deckung noch größerer Areale notwendig (z. B. bei Schwerstverbrannten), kann diese Technik (benannt nach dem Erstbeschreiber Cicero Parker Meek) in Betracht gezogen werden:
Laut Lars-Peter Kamolz und Cornelia Kasper beschrieb Meek 1958 ein Dermatom, mit welchem man die gewonnene Spalthaut in kleine, gleich große quadratische Inseln schneiden könne. In den 1990er Jahren wäre es zu einer Modifikation dieser Methode in Verbindung mit einer leicht zu handhabenden Transplantationsmethode gekommen, die es in einem Schritt ermöglichte, die Spalthaut nicht nur zu schneiden, sondern auch nach Auftragen auf einen Kork und Seideträger in Verhältnissen bis 1:9 zu expandieren und zu transplantieren. Diese etwas einfacher anzuwendende Methode wäre wegen der mathematisch günstigen Ausnutzung des Vergrößerungsfaktors mittlerweile in vielen Verbrennungszentren etabliert und würde bei sehr großflächigen Verbrennungen dem Mesh-Graft vorgezogen.

### Schwenklappentechnik
Bei der Schwenklappentechnik wird die bestehende Blutversorgung aufrechterhalten, indem das Transplantat an einer Stelle mit dem umgebenden Gewebe verbunden bleibt und das gelöste Hautstück über die Wunde geschwenkt wird. Es handelt sich um die älteste Form der Hautverpflanzung: Bereits die Indische Nasenplastik wurde in dieser Weise durchgeführt.

### Künstliche Hautersatzverfahren
Aufgrund der Grenzen der chirurgischen Standardmethoden insbesondere bei großflächig verbrannten Personen kommt der Entwicklung alternativer Verfahren zur biologischen und synthetischen Gewinnung von Hautersatz-Materialien eine große Rolle zu.
Der Hautersatz sollte wesentliche Eigenschaften menschlicher Haut erreichen und zudem die Fähigkeit aufweisen, mit dem Wundbett in physiologischer Weise zu interagieren. Bei chronischen Wunden ist zusätzlich eine Stimulation der Wundheilung durch die Kombination mit Wachstumsfaktoren oder Zellen, die spezifische Wachstumsfaktoren abgeben, erforderlich. Die Verwendung von kommerziell in Verkehr gebrachten Hautersatzprodukten wird innerhalb der Europäischen Union durch das Arzneimittelgesetz und das Medizinproduktegesetz geregelt.
Forscher der Universität Zürich entwickelten ein Verfahren, bei dem eine künstliche Vollhaut erzeugt und transplantiert werden kann. Dabei wird ein Stück Haut des Patienten in Schichten zerteilt und mithilfe von Enzymen in die einzelnen Zelltypen zerlegt; auf Kollagen erwächst daraus eine neue vollständige Haut, die transplantiert werden kann. Dieses Verfahren sollte 2013 am Kinderspital Zürich, in Berlin und in Amsterdam an Kindern mit schweren Verbrennungen eingesetzt werden.
Die Entwicklung neuer Verfahren wie dem Tissue Engineering ist für die Hauttransplantation von Bedeutung. So ließ 1998 die amerikanische Arzneimittelbehörde FDA erstmals ein Verfahren zu, mit dem Hautzellen von Patienten in Gewebekultur vermehrt werden, um sie dann beispielsweise auf deren nicht heilende Wunden zu transplantieren.
Neben biologischen Materialien kommen aber immer mehr auch rein synthetische Materialien zum Einsatz, die der Haut möglichst ähnliche physiologische Eigenschaften wie Elastizität und Stabilität aufweisen und eine 3D-Struktur für die Geweberegeneration bereitstellen.

## Verlauf der Transplantation

### Operation
Das Empfangsbett sollte aus frischem, nicht infizierten Granulationsgewebe bestehen. Älteres Granulationsgewebe muss aufgefrischt werden. Das Wundbett muss erforderlichenfalls durch sorgfältiges Debridement aufbereitet werden. Blutungen sind möglichst vollständig zu stillen, da Flüssigkeitsansammlungen zwischen Wundbett und Transplantat das Anwachsen verhindern. Auch freiliegende Knochen, Knorpel, Sehnen und Nerven verhindern das Einheilen darüberliegenden Transplantats.
Kritisch für das Anwachsen eines freien Hauttransplantats ist die schnellstmögliche Verbindung mit dem Blutgefäßsystem des benachbarten gesunden Gewebes oder das Einsprossen neuer Gefäße (Angiogenese) in das Transplantat, da es ansonsten zum Absterben (Nekrose) des Hautstücks kommt. Am sichersten ist das Anwachsen, wenn das Blutgefäßsystem des Transplantats gefäßchirurgisch direkt mit den Gefäßen des Nachbargewebes verbunden wird oder (wie bei der Schwenklappentechnik) teilweise verbunden bleibt.
In der Empfängerregion wird das Transplantat in die Wundränder eingenäht und mit einem Kompressen-Schaumstoffverband für einige Tage fixiert (Vollhauttransplantation) oder aufgespannt und/oder mit Gewebekleber oder Wickelverbänden fixiert (Spalthauttransplantation). Alternativ kommt auch die Vakuumtherapie zum Einsatz, bei dem das Transplantat durch Erzeugung eines Unterdrucks an die Empfängerstelle angepresst und das Einwachsen von Gefäßen aus dem Granulationsgewebe unterstützt wird. Jedenfalls wird die Wunde für einige Tage ruhiggestellt, um störende Bewegungen zwischen Transplantat und Wundgrund zu vermeiden, die das Einheilen erschweren.
Das Spenderareal wird je nach gewähltem Transplantationsverfahren nach anfänglicher Abdeckung, beispielsweise durch mit Vaseline getränkte Gazeverbände, an der Luft getrocknet und wie eine Schürfwunde weiterbehandelt (Spalthauttransplantation) oder durch eine operative Naht primär verschlossen (Vollhauttransplantation). Die verheilte Narbe ist in der Regel schmal und meistens kaum noch sichtbar. Bei großflächigen Entnahmestellen kann auch schützend eine transparente Folie aufgelegt werden, die schrittweise über der nachgewachsenen Haut wieder entfernt wird.

### Heilungsprozess
Die erste Verbindung zwischen Empfangsbett und Hauttransplantat wird durch ausgeschwitztes Fibrin hergestellt. In den folgenden etwa zehn Tagen wird durch neugebildetes Bindegewebe eine nachhaltigere Verbindung gewährleistet.
Regelmäßig wird die Versorgung des Transplantats zunächst diffusionsweise durch serumartige Flüssigkeit sichergestellt, die über Kapillarkräfte in die Gefäße des Transplantats eindringt (plasmatische Imbibition). Die absorbierte Flüssigkeit führt zunächst zu einem Ödem, das nach zwei bis drei Tage sein Maximum erreicht. Nach etwa 2 bis 3 Tagen kommt es zum Einsprossen neuer Blutgefäße. Neue Lymphgefäße bilden sich etwa nach 4 bis 5 Tagen. In der Folge bildet sich das Ödem zurück. Es können sich auch spontan Anastomosen zwischen den Gefäßen bilden, die zunächst ungeordnet durchflossen werden und ab etwa 7 Tagen einen geordneten Blutfluss zeigen.
Die Farbe des Transplantats ändert sich entsprechend der Qualität der Gefäßversorgung von ursprünglich blass nach 3 bis 4 Tagen in leicht rötlich, nach etwa einer Woche in rot und erreicht nach 14 Tagen die normale Hautfarbe. Das Nachwachsen der Haare beginnt gegebenenfalls etwa 2 bis 3 Wochen nach der Transplantation.

### Komplikationen
Wird das Transplantat abgestoßen, ist häufig eine Infektion die Ursache. Eine bakterielle Infektion führt zur Auflösung des Fibrins und damit zum Absterben des Transplantats.
Unterblutungen können die Einheilung ebenso verhindern wie die unzureichende Fixierung des Transplantats auf der Unterlage.

## Weitere Bilder

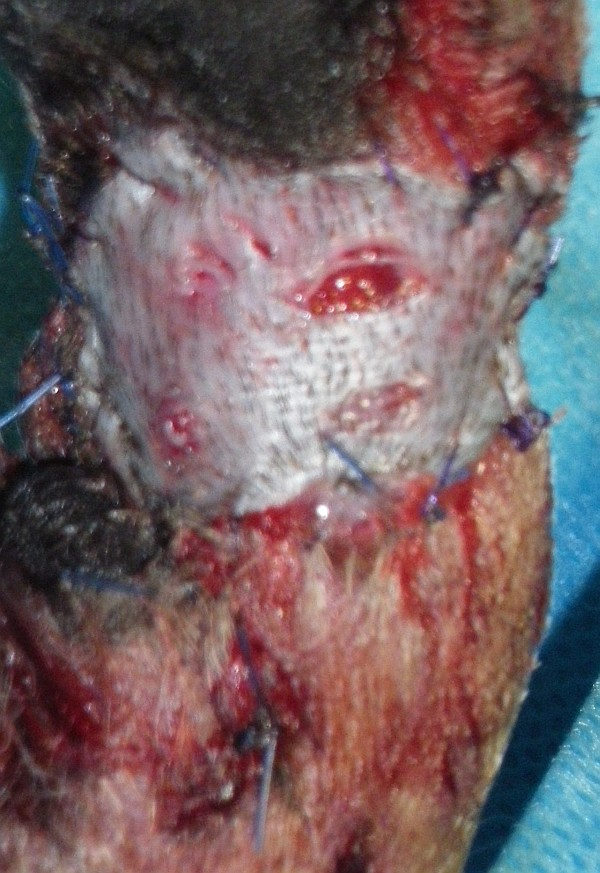
Hauttransplantation bei einem Hund (Meshgraft), direkt nach der Operation
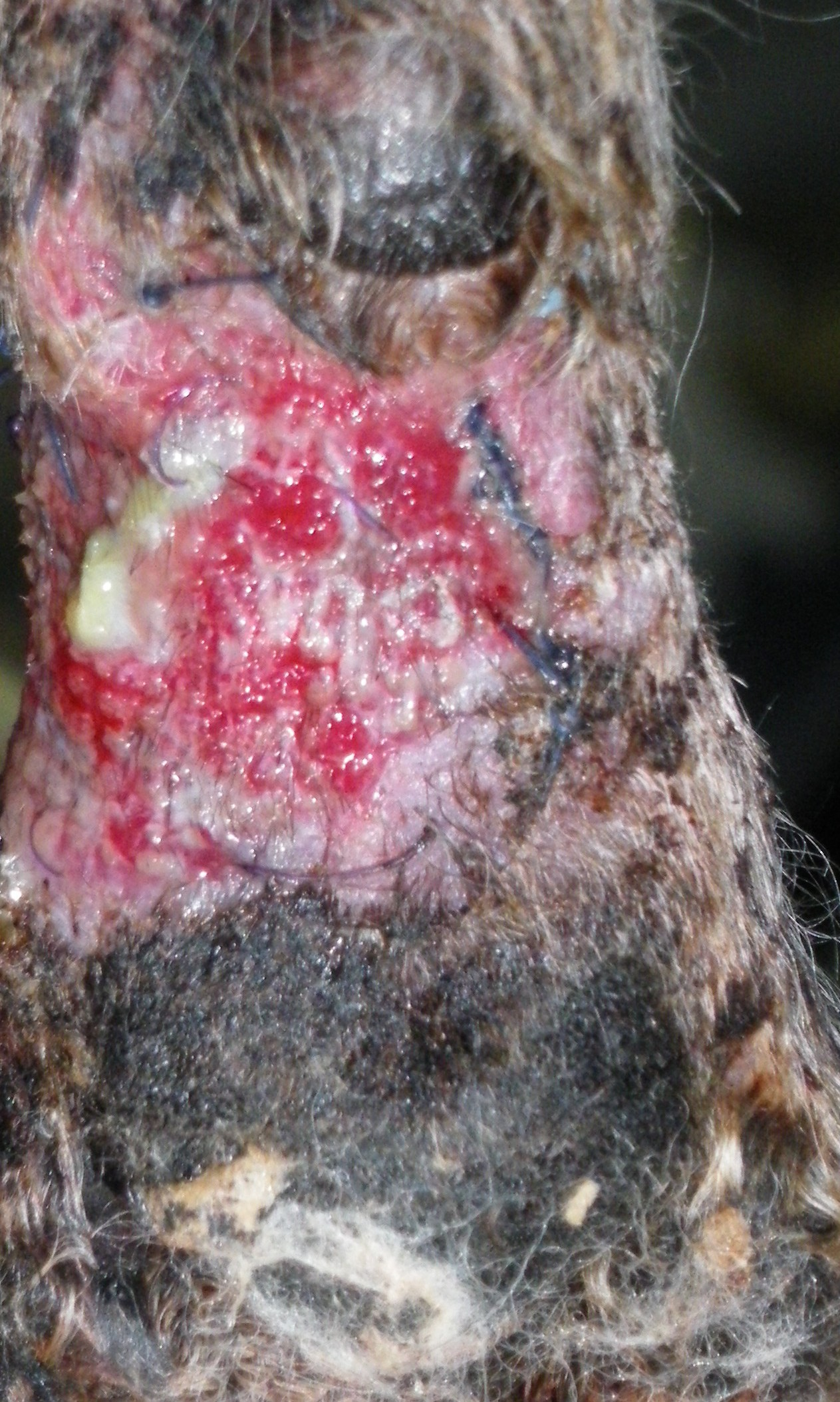
Hauttransplantation bei einem Hund (Meshgraft), eine Woche nach der Operation
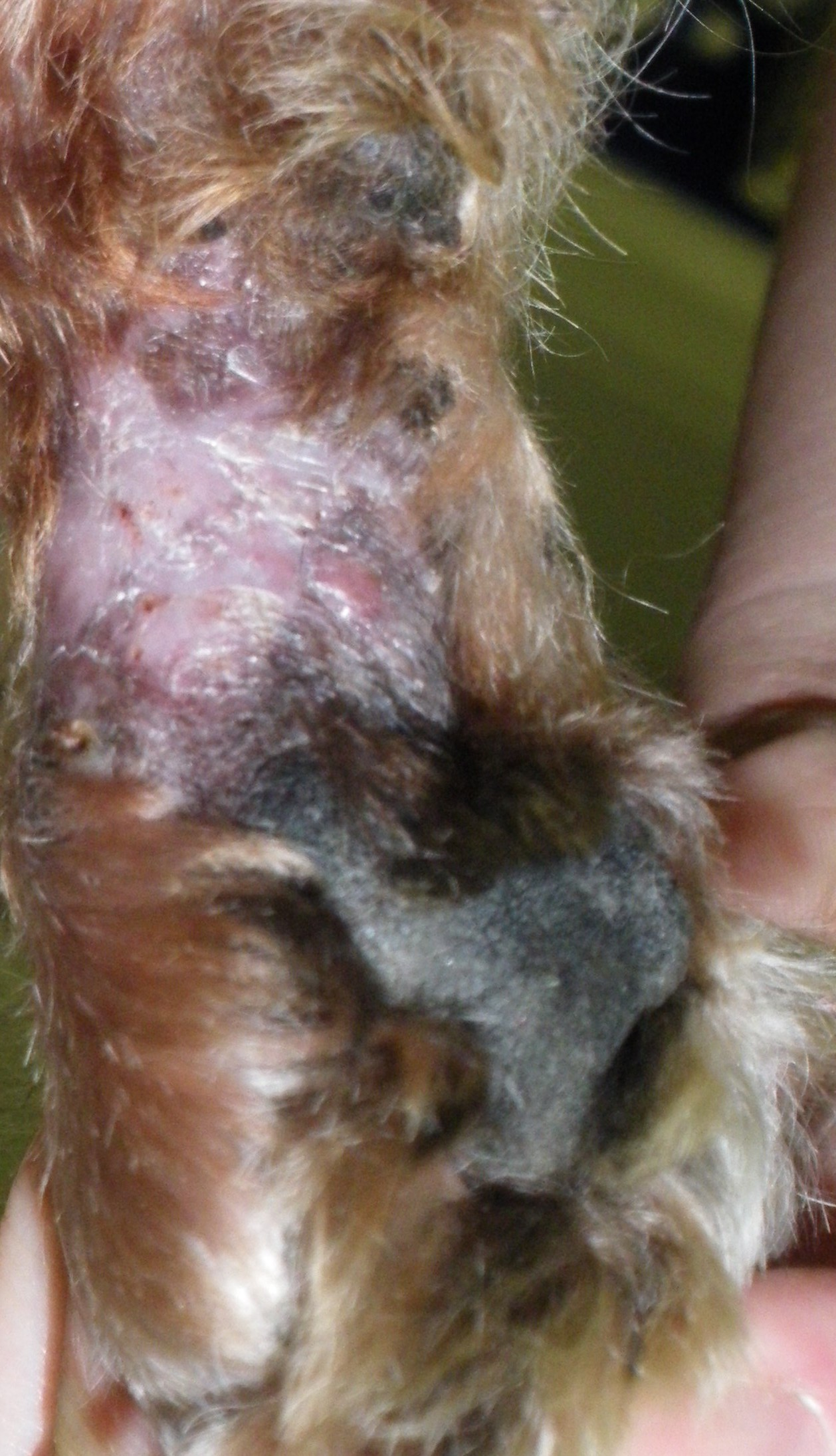
Hauttransplantation bei einem Hund (Meshgraft), drei Wochen nach der Operation
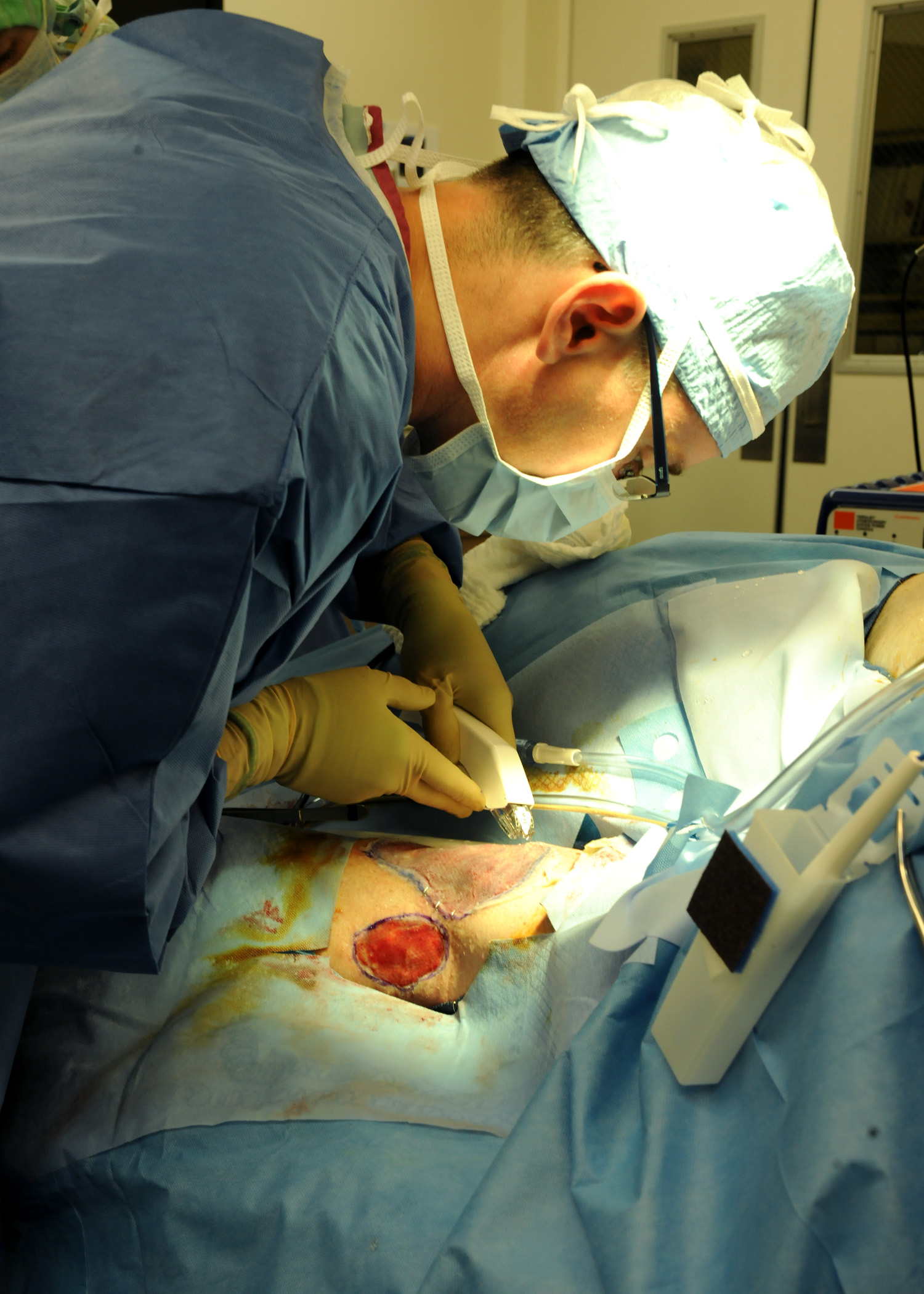
Chirurg bei der Hauttransplantation
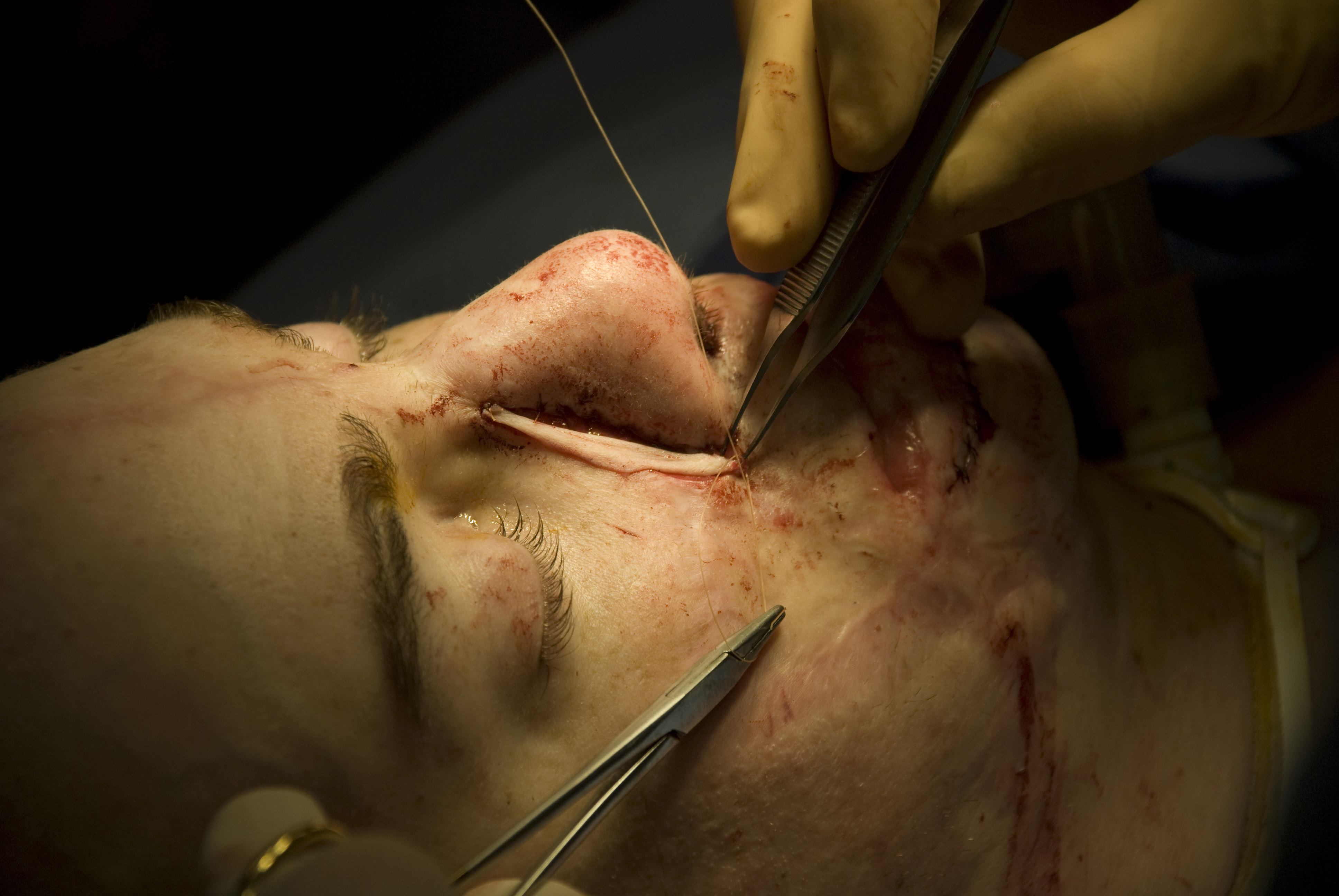
Transplantation eines kleinen Hautstückes aus der Brust im Rahmen einer Nasenverkleinerung